# Bob Hayes
Robert Lee Hayes, ameriški atlet in igralec ameriškega nogometa, * 20. december 1942, Jacksonville, Florida, ZDA, † 18. september 2002, Jacksonville.
Hayes je nastopil na Poletnih olimpijskih igrah 1964 v Tokiu, kjer je postal dvakratni olimpijski prvak v teku na 100 m in štafeti 4x100 m. Ob olimpijski zmagi je s časom 10,0 s izenačil svetovni rekord v teku na 100 m.
Med letoma 1965 in 1974 je igral ameriški nogomet za moštvo Dallas Cowboys, s katerim je leta 1972 osvojil Super Bowl. V svoji zadnji sezoni 1975 je igral za moštvo San Francisco 49ers.